# Политиан (патриарх Александрийский)
Политиан (греч. Πολιτιανός) — Папа и Патриарх Александрийский и всего Египта с 787 до (приблизительно) 801 года.
Известно, что он поддержал решения VII Вселенского собора 787 года, где Александрийскую Церковь представлял Патриарший синкелл Фома.
Ему удалось умилостивить халифа Харуна аль-Рашида (768—809), который спровоцировал преследование христиан в Египте.